# Зазыбин, Николай Иванович
Николай Иванович Зазыбин (8 [21] декабря 1902, Таганрог, область Войска Донского — 10 февраля 1982, Киев) — советский гистолог, доктор биологических наук, профессор, член-корреспондент АМН СССР. Заслуженный деятель науки УССР (1954).

## Биография
Родился 21 декабря 1902 года в городе Таганрог в семье учителя.
После окончания гимназии (1919), поступил на медицинский факультет Донского (Северо-Кавказского) университета. Будучи студентом работал служителем, препаратором, лаборантом на кафедре гистологии университета. В 1925 г. окончил университет и был взят ассистентом на кафедру гистологии. Ученик профессора А. А. Колосова. Звание профессора присвоено в 1931 г., возглавил кафедру гистологии Ивановского государственного медицинского института (ИГМИ). В 1934 году в Ивановском мединституте была введена должность заместителя директора по научной работе. Им стал (на общественных началах) молодой, талантливый ученый профессор Николай Иванович Зазыбин. Диссертация на получение ученой степени доктора медицинских наук — «Эмбриогенез периферической нервной системы» (1935 г.). В 1944 г. был назначен заведующим кафедрой гистологии Днепропетровского медицинского института. В 1952 г. избран членом-корреспондентом Академии медицинских наук СССР. С 1954 г. по 1975 г. заведующий кафедрой гистологии с эмбриологией Киевского медицинского института (КМИ). Пять лет был заместителем ректора КМИ по научной работе. Читал курс «Гистологии и эмбриологии». Входил в состав Президиума ученого совета Министерства охраны здоровья УССР и Ученого совета Министерства охраны здоровья СССР.
Член Президиума Всесоюзного Украинского республиканского и Киевского областного научных обществ анатомов, гистологов и эмбриологов.
Умер 10 февраля 1982 года в Киеве, где похоронен на Байковом кладбище.

## Основные направления научной деятельности
Работал над изучением эмбриогенеза, строения, исследовал изменения и реактивные свойства периферической нервной системы. Коллектив кафедры гистологии КМИ под руководством талантливого ученого и организатора Н. И. Зазыбина проводил исследования реакции нервных волокон и нервных окончаний в условиях воздействия физических, химических и биологических раздражителей. Н. И. Зазыбин с сотрудниками изучал особенности иннервации ряда органов и тканей. Изучались возрастные изменения реактивных свойств нервных элементов. Н. И. Зазыбин, обнаружил в основном веществе хрящевой ткани нервные окончания, Это свидетельсгвует о том, что не только клетки, но и неклеточные образования находятся под воздействием центральной нервной системы. Им впервые в мировой литературе описаны нервные окончания у зародышей млекопитающих, которые отсутствуют у взрослых особей, а также диффузный нервный ганглий в слизистой носовой перегородки. Профессор Н. И. Зазыбин ввел в медицинскую терминологию термины — «аутоневротомия», «защитный неврогенный вал», «коллатеральная регенерация».

## Награды
Награждён двумя Орденами Ленина и медалями. В 1954 г. присвоено почётное звание Заслуженный деятель науки УССР.

## Труды
- Зазыбин Н. И. — «Эмбриогенез периферической нервной системы» (дисс. д.м.н.), М., 1936
- Зазыбин Н. И. — «Александр Александрович Колосов» // Архив анатомии, гистологии и эмбриологии, 1937, т. 17, вып. 1